# جون فورسيذي
جون فورسيذي (بالإنجليزية: John Forsythe)‏ هو ممثل تعبيري ومنتج وممثل أمريكي، ولد في 29 يناير 1918 في الولايات المتحدة، وتوفي بنفس المكان في 1 أبريل 2010 بسبب ذات الرئة. بدأ مشواره المهني سنة 1943، ومن الجوائز التي نالها جائزة الغولدن غلوب.

## أعمال

### أفلام
- (1969) توباز
- (1979) ...والعدالة للجميع
- (2000) ملائكة تشارلي[7]
- (2003)  خنق كامل[8]

### مسلسلات
- ديناستي

## جوائز
- جائزة الغولدن غلوب

## وصلات خارجية
- جون فورسيذي على موقع IMDb (الإنجليزية)
- جون فورسيذي على موقع ألو سيني (الفرنسية)
- جون فورسيذي على موقع ميوزك برينز (الإنجليزية)
- جون فورسيذي على موقع أول موفي (الإنجليزية)
- جون فورسيذي على موقع قاعدة بيانات برودواي على الإنترنت (الإنجليزية)
- جون فورسيذي على موقع قاعدة بيانات برودواي على الإنترنت (الإنجليزية)
- جون فورسيذي على موقع قاعدة بيانات الأفلام السويدية (السويدية)
- جون فورسيذي على موقع إن إن دي بي (الإنجليزية)
- جون فورسيذي على موقع ديسكوغز (الإنجليزية)
- جون فورسيذي على موقع قاعدة بيانات الفيلم (الإنجليزية)